# بیمارستان اردیبهشت
بیمارستان اردیبهشت یکی از بیمارستان های شهرستان شیراز واقع در بلوار چمران،بیمارستانی خصوصی و درمانی وابسته با ظرفیت ۱۰۰ تخت ثابت که در سال ۱۳۸۲ خورشیدی تأسیس گردید.
این بیمارستان در باغی به نام بستان معین آباد به مساحت تقریبی 3 هکتار در بلوار چمران شیراز که در واقع زمین آن جز اموال مرحوم ملا احمد چوب فروش بوده است به همت سردفتر  اسبق  دفتر اسناد رسمی 14 شیراز(مرحوم اصغر چینی فروش) و با تلاشهای شخص ایشان احداث گردیده است که متسفانه اسمی از ایشان در بیمارستان وجود ندارد.

هم اکنون این بیمارستان دارای بخش‌های اتاق عمل، اورژانس، زایشگاه، لیبر، پست پارتوم، مراقبت‌های ویژه جراحی، CCU، مراقبت‌های بعد از جراحی قلب، جراحی ترمیمی، مراقبت‌های ویژه نوزادان، جراحی زنان و زایمان، جراحی عمومی، ارتوپدی، POST آنژیوگرافی، چشم، ENT، جراحی کلیه و مجاری ادرار، اطفال، جراحی مغز و اعصاب، داخلی، مراقبتهای ویژه قلب و عرق،، جراحی فک و صورت و دیگر واحدهای پاراکلینیکی و درمانگاهی می‌باشد.